# Ravinia vagabunda
Ravinia vagabunda är en tvåvingeart som först beskrevs av Wulp 1895.  Ravinia vagabunda ingår i släktet Ravinia och familjen köttflugor. Inga underarter finns listade i Catalogue of Life.